# San Marcos (Salwador)
San Marcos – miasto w środkowym Salwadorze, w departamencie San Salvador. Położone w wąskiej dolinie, na południe od stolicy kraju San Salvadoru. Ludność (2007): 63,2 tys.  Najbardziej rozwinięty przemysł spożywczy i włókienniczy.